# Ключова компетентність
Основні (або ключові) компетентності (англ. key competences) — це ті, які необхідні всім громадянам для особистої реалізації та розвитку, активного громадянського життя, соціальної єдності та можливості працевлаштування.

## Визначення ключових компетентностей в українському законодавстві
Державний стандарт базової і повної загальної середньої освіти визначає ключову компетентність як спеціально структурований комплекс характеристик (якостей) особистості, що дає можливість їй ефективно діяти у різних сферах життєдіяльності і належить до загальногалузевого змісту освітніх стандартів та зазначає, що до ключових компетентностей належить уміння вчитися, спілкуватися державною, рідною та іноземними мовами, математична і базові компетентності в галузі природознавства і техніки, інформаційно-комунікаційна, соціальна, громадянська, загальнокультурна, підприємницька і здоров'язбережувальна компетентності.
Державний стандарт початкової загальної освіти надає дещо відмінне визначення: «Ключова компетентність — спеціально структурований комплекс якостей особистості, що дає можливість ефективно брати участь у різних життєвих сферах діяльності і належить до загальногалузевого змісту освітніх стандартів».

## Види основних компетентностей

### Європейські еталонні рамки
Європейські еталонні рамки (англ. European Reference Framework) визначають вісім основних компетентностей:
1. Спілкування рідною мовою (англ. Communicating in a mother tongue) — можливість виражати та пояснювати поняття, думки, почуття, факти та погляди як у усній, так і в письмовій формі (сприймання на слух, монологічне мовлення, читання та письмо), та відповідно і творчо взаємодіяти на мовному рівні у всіх соціальних та культурних контекстах; під час навчання та професійної підготовки на роботі, вдома та на дозвіллі;
2. Спілкування іноземними мовами (англ. Communicating in a foreign language), що у плані навичок загалом подібне на спілкування рідною мовою: воно ґрунтується на вмінні розуміти, виражати та пояснювати поняття, думки, почуття, факти та погляди як у усній, так і в письмовій формі (сприймання на слух, монологічне мовлення, читання та письмо) у відповідних соціальних та культурних контекстах (під час навчання та професійної підготовки, на роботі, вдома та на дозвіллі) відповідно до бажань чи потреб особи. Спілкування іноземною мовою також передбачає такі вміння, як посередництво та вміння порозумітись у міжкультурному середовищі. Рівень мовних вмінь особи буде відрізнятись в межах чотирьох аспектів (сприймання на слух, монологічне мовлення, читання та письмо) та між різними мовами, і відповідно до соціального та культурного середовища, оточення, потреб та/або інтересів;
3. Знання математики та загальні знання у сфері науки і техніки (англ. Mathematical, scientific and technological competence): а) Знання математики — це можливість розвивати та застосовувати математичне мислення для розв'язання ряду задач в повсякденних ситуаціях. При виробленні здібності до кількісного мислення сам процес та діяльність важливі так само, як і знання. Знання математики передбачає, у різних ступенях, здатність та готовність застосовувати математичний спосіб мислення логічне та просторове мислення) та власне застосування (формули, моделі, конструкції, графіки та діаграми); б) Знання у сфері науки означають здатність та готовність використовувати основи знань та методології для пояснення світу природи, щоб визначити проблеми та зробити висновок, заснований на доказах. Знання у сфері техніки розглядається як застосування цих знань та методології у відповідь на сприйняття бажань та потреб людини. Знання у сфері науки та техніки передбачає розуміння змін, спричинених людською діяльністю та відповідальність кожного громадянина;
4. Навички роботи з цифровими носіями (англ. Digital competence), які передбачають впевнене та критичне використання Технологій інформаційного суспільства (ТІС) для роботи, відпочинку та спілкування. Основні навички у ТІС: використання комп'ютерів для пошуку, оцінки, зберігання, поширення, представлення та обміну інформацією, та для спілкування і участі в роботі об'єднаних мереж через Інтернет;
5. Навчання заради здобуття знань (англ. Learning to learn) — це здатність добиватись результатів у наполегливому навчанні, організовувати своє навчання, в тому числі через ефективне використання часу та інформації, індивідуально та в групах. Ця компетенція включає усвідомлення власних потреб у навчанні та налагодження процесу навчання, визначення доступних можливостей і вміння долати труднощі для успішного навчання. Ця компетенція передбачає як отримання, переробку та засвоєння нових знань та навичок, так і пошук та використання настанов. Навчання заради здобуття знань вимагає від особи, яка вчиться, використання попереднього досвіду навчання та життєвого досвіду для використання знань та навичок у різних середовищах: вдома, на роботі, під час здобування освіти та професійної підготовки. Мотивація та впевненість — ключові риси цієї компетенції;
6. Соціальні та громадянські навички (Sангл. ocial and civic competences), які включають вміння особистого, міжособистісного та міжкультурного характеру і стосується всіх форм поведінки, які застосовуються для ефективної та конструктивної участі особи у соціальному та трудовому житті, особливо, у суспільстві, яке стає дедалі різноманітнішим, та у вирішенні конфліктів, якщо це потрібно. Вміння громадського характеру допомагають в повній мірі бути учасником громадського життя, заснованого на знанні соціальних та політичних концепцій та структур, що зобов'язує брати активну участь у демократичному процесі;
7. Ініціативність та практичність (англ. Sense of initiative and entrepreneurship), які передбачають вміння особи втілювати в життя ідеї. Це включає творчість, інноваційний підхід та ризикованість, так само як і вміння планувати та організовувати проекти для досягнення цілей. Це допомагає особам не тільки у домашньому повсякденні та у суспільстві, але й на робочому місці визначити середовище праці та використати наявні можливості, і є основою для конкретніших навичок та знань, необхідних для тих, хто ініціює чи підтримує соціальну та комерційну діяльність. Це також включає усвідомлення етичних цінностей та допомагає в ефективному управлінні;
8. Обізнаність та самовираження у сфері культури (англ. Cultural awareness and expression) визначається як оцінка важливості творчого вираження ідей, досвіду та емоцій у всіх видах засобів масової інформації, включаючи музику, виконавчі різновиди мистецтва, літературу та образотворче мистецтво.[1]

### Державний стандарт базової і повної загальної середньої освіти
Стандарт визначає такі види компететностей:
1. громадянська компетентність — здатність учня активно, відповідально та ефективно реалізовувати права та обов'язки з метою розвитку демократичного суспільства;
2. загальнокультурна компетентність — здатність учня аналізувати та оцінювати досягнення національної та світової культури, орієнтуватися в культурному та духовному контексті сучасного суспільства, застосовувати методи самовиховання, орієнтовані на загальнолюдські цінності;
3. здоров'язбережувальна компетентність — здатність учня застосовувати в умовах конкретної ситуації сукупність здоров'язбережувальних компетенцій, дбайливо ставитися до власного здоров'я та здоров'я інших людей;
4. інформаційно-комунікаційна компетентність — здатність учня використовувати інформаційно-комунікаційні технології та відповідні засоби для виконання особистісних і суспільно значущих завдань;
5. комунікативна компетентність — здатність особистості застосовувати у конкретному виді спілкування знання мови, способи взаємодії з людьми, що оточують її та перебувають на відстані, навички роботи у групі, володіння різними соціальними ролями;
6. міжпредметна естетична компетентність — здатність виявляти естетичне ставлення до світу в різних сферах діяльності людини, оцінювати предмети і явища, їх взаємодію, що формується під час опанування різних видів мистецтва;
7. міжпредметна компетентність — здатність учня застосовувати щодо міжпредметного кола проблем знання, уміння, навички, способи діяльності та ставлення, які належать до певного кола навчальних предметів і освітніх галузей;
8. предметна (галузева) компетентність — набутий учнями у процесі навчання досвід специфічної для певного предмета діяльності, пов'язаної із засвоєнням, розумінням і застосуванням нових знань;
9. предметна мистецька компетентність — здатність до розуміння і творчого самовираження у сфері музичного, образотворчого та інших видів мистецтва, що формується під час сприймання творів таких видів мистецтва і їх практичного опанування;
10. проектно-технологічна компетентність — здатність учнів застосовувати знання, уміння та особистий досвід у предметно-перетворювальній діяльності;
11. соціальна компетентність — здатність особистості продуктивно співпрацювати з партнерами у групі та команді, виконувати різні ролі та функції у колективі.[2]

### Державний стандарт початкової загальної освіти
Стандарт визначає такі види компететностей:
- громадянська компетентність — здатність людини активно, відповідально та ефективно реалізовувати права та обов'язки з метою розвитку демократичного суспільства;
- комунікативна компетентність — здатність особистості застосувати у конкретному спілкуванні знання мови, способи взаємодії з навколишніми і віддаленими людьми та подіями, навички роботи у групі, володіння різними соціальними ролями;
- міжпредметна компетентність — здатність учня застосувати щодо міжпредметного кола проблем знання, уміння, навички, способи діяльності та ставлення, які належать до певного кола навчальних предметів і предметних галузей;
- міжпредметні естетичні компетентності — здатність орієнтуватися в різних сферах життєдіяльності, що формується під час опанування різних видів мистецтва. Предметними мистецькими компетентностями, у тому числі музичними, образотворчими, хореографічними, театральними, екранними, є здатність до пізнавальної і практичної діяльності у певному виді мистецтва;
- предметна компетентність — освоєний учнями у процесі навчання досвід специфічної для певного предмета діяльності, пов'язаної з набуттям нового знання, його перетворенням і застосуванням;
- предметна математична компетентність — особистісне утворення, що характеризує здатність учня (учениці) створювати математичні моделі процесів навколишнього світу, застосовувати досвід математичної діяльності під час розв'язування навчально-пізнавальних і практично зорієнтованих задач;
- предметна природознавча компетентність — особистісне утворення, що характеризує здатність учня розв'язувати доступні соціально і особистісно значущі практичні та пізнавальні проблемні задачі, пов'язані з реальними об'єктами природи у сфері відносин «людина — природа»;
- соціальна компетентність — здатність особистості продуктивно співпрацювати з різними партнерами у групі та команді, виконувати різні ролі та функції у колективі.[3]